# Yeaton
Yeaton est un village du Shropshire, en Angleterre.

## Source
- (en) Cet article est partiellement ou en totalité issu de l’article de Wikipédia en anglais intitulé « Yeaton » (voir la liste des auteurs).